# Pachypterinella
Pachypterinella is een geslacht van halfvleugeligen uit de familie schuimcicaden (Cercopidae). De wetenschappelijke naam van dit geslacht is voor het eerst geldig gepubliceerd in 1927 door Lallemand.

## Soorten
Het geslacht Pachypterinella  is monotypisch en omvat slechts de volgende soort:
- Pachacanthocnemis bella (Walker, 1851)